# Bataille de Cissa
 (juin 2025).
Si vous disposez d'ouvrages ou d'articles de référence ou si vous connaissez des sites web de qualité traitant du thème abordé ici, merci de compléter l'article en donnant les références utiles à sa vérifiabilité et en les liant à la section « Notes et références ».
Deuxième guerre punique
Batailles
219 av. J.-C. : Sagonte
218 av. J.-C. : Rhône, Cissa, Tessin, La Trébie
217 av. J.-C. : Victumulae, Plaisance, Èbre, Lac Trasimène, Geronium
216 av. J.-C. : Cannes, Selva Litana, Nola (1re)
215 av. J.-C. : Cornus, Dertosa, Nola (2e)
214 av. J.-C. : Nola (3e) 
 213 av. J.-C. : Syracuse
212 av. J.-C. : Capoue (1re), Silarus, Herdonia(1re)
 211 av. J.-C. : Bétis, Capoue (2e)
210 av. J.-C. : Herdonia (2e), Numistro
209 av. J.-C. : Asculum, Carthagène
208 av. J.-C. : Baecula
207 av. J.-C. : Grumentum, Métaure
206 av. J.-C. : Ilipa, Carthagène (2e) (ca)
204 av. J.-C. : Crotone
203 av. J.-C. : Utique, Grandes Plaines
202 av. J.-C. : Zama
La bataille de Cissa voit s'affronter, au début de la deuxième guerre punique, en 218 av. J.-C., des armées romaine et carthaginoise, au sud de Tarragone.

## Histoire

### Contexte
Alors qu'Hannibal marche vers le Nord puis oblique vers les cols alpins pour traverser les Alpes. Publius Scipion, qui venait de Rome avec son armée avait manqué l'interception en Gaule d'Hannibal et de son armée. N'oubliant pas le but premier de sa mission, il confie ses troupes et sa flotte à son frère Cnaeus pour poursuivre jusqu'en Hispanie. Pour sa part, il rejoint les légions stationnées dans la plaine du Pô afin d'attendre Hannibal au sortir des Alpes.
Hannibal avait pour sa part renforcé la présence carthaginoise en Espagne et laissé sur place son frère Asdrubal et Hanno avec des forces armées. Hanno se trouvant au nord de l'Èbre.

### Déroulement
Les légions romaines commandées par Cnaeus Cornelius Scipio Calvus débarquèrent à Emporiae puis vainquirent les forces carthaginoises de Hanno qui était venu à sa rencontre et se trouvèrent inférieures en nombre.

### Conséquences
Les Romains prirent ainsi le contrôle des territoires au nord de l'Èbre qu'Hannibal Barca avait soumis quelques mois auparavant. Ce fut la première bataille livrée par les Romains en Espagne.